# العلاقات المغربية السريلانكية
العلاقات المغربية السريلانكية هي العلاقات الثنائية التي تجمع بين المغرب وسريلانكا.

## مقارنة بين البلدين
هذه مقارنة عامة ومرجعية للدولتين:
| وجه المقارنة                                              | المغرب                                 | سريلانكا                         |
| --------------------------------------------------------- | -------------------------------------- | -------------------------------- |
| المساحة (كم2)                                             | 710.85 ألف                             | 65.61 ألف                        |
| عدد السكان (نسمة)                                         | 36.07 مليون                            | 21.44 مليون                      |
| الكثافة السكانية (ن./كم²)                                 | 50.74                                  | 326.78                           |
| العاصمة                                                   | الرباط                                 | سري جاياواردنابورا كوتي، كولمبو  |
| اللغة الرسمية                                             | اللغة العربية، أمازيغية معيارية مغربية | اللغة السنهالية، اللغة التاميلية |
| العملة                                                    | درهم مغربي                             | روبية سريلانكي                   |
| الناتج المحلي الإجمالي (بليون دولار)                      | 109.14 مليار                           | 87.17 مليار                      |
| الناتج المحلي الإجمالي (تعادل القوة الشرائية) بليون دولار | 274.06 مليار                           | 246.62 مليار                     |
| الناتج المحلي الإجمالي الاسمي للفرد دولار أمريكي          | 2.88 ألف                               | 3.93 ألف                         |
| الناتج المحلي الإجمالي للفرد دولار أمريكي                 | 7.49 ألف                               | 11.11 ألف                        |
| مؤشر التنمية البشرية                                      | 0.628                                  | 0.757                            |
| رمز المكالمات الدولي                                      | +212                                   | +94                              |
| رمز الإنترنت                                              | .ma                                    | .lk،                             |
| المنطقة الزمنية                                           | ت ع م+01:00                            | ت ع م+05:30                      |

## منظمات دولية مشتركة
يشترك البلدان في عضوية مجموعة من المنظمات الدولية، منها:
| علم المنظمة | اسم المنظمة                               | تاريخ انضمام المغرب | تاريخ انضمام سريلانكا |
| ----------- | ----------------------------------------- | ------------------- | --------------------- |
|             | مؤسسة التنمية الدولية                     | 29 ديسمبر 1960      | 27 يونيو 1961         |
|             | يونسكو                                    | 7 نوفمبر 1956       | 14 نوفمبر 1949        |
|             | وكالة ضمان الاستثمار متعدد الأطراف        | 17 سبتمبر 1992      | 27 مايو 1988          |
|             | الأمم المتحدة                             | 12 نوفمبر 1956      | 14 ديسمبر 1955        |
|             | الاتحاد البريدي العالمي                   | ?                   | ?                     |
|             | البنك الدولي للإنشاء والتعمير             | 25 أبريل 1958       | 29 أغسطس 1950         |
|             | المنظمة الهيدروغرافية الدولية             | ?                   | ?                     |
|             | الاتحاد الدولي للاتصالات                  | 1 نوفمبر 1956       | 1897                  |
|             | منظمة حظر الأسلحة الكيميائية              | ?                   | ?                     |
|             | مؤسسة التمويل الدولية                     | 30 أغسطس 1962       | 20 يوليو 1956         |
|             | المركز الدولي لتسوية المنازعات الاستشارية | 10 يونيو 1967       | 11 نوفمبر 1967        |
|             | منظمة التجارة العالمية                    | 1995                | ?                     |
|             | منظمة الشرطة الجنائية الدولية             | ?                   | ?                     |

## وصلات خارجية
- موقع وزارة الخارجية المغربية
- موقع وزارة الخارجية السريلانكية